# Beth Galí
Elisabeth Galí i Camprubí, plus connue sous l'hypocoristique Beth Galí, née à Barcelone en 1950, est une designer, architecte et paysagiste catalane.
Spécialiste du design urbain, nommée chevalier des Arts et des Lettres en France et récipiendaire de la croix de Saint-Georges en Catalogne, son œuvre comprend des monuments mémoriaux dans la première partie de sa carrière, puis de grands aménagements urbains en Europe.

## Famille
Elle est la fille du peintre républicain Francesc d'Assís Galí et la petite-nièce de l'homme de lettres Pompeu Fabra.

## Biographie
Étudiante en design industriel à l'EINA de Barcelone de 1966 à 1969, elle est diplômée de l'École technique supérieure d'architecture de Barcelone (ETSAB).
Entre 1982 et 1988, elle travaille comme architecte municipale au département d'Urbanisme de la Mairie de Barcelone. Elle planifie alors de célèbres espaces publics dans la ville, comme le parc Joan Miró (1982) situé dans le district de l'Eixample.

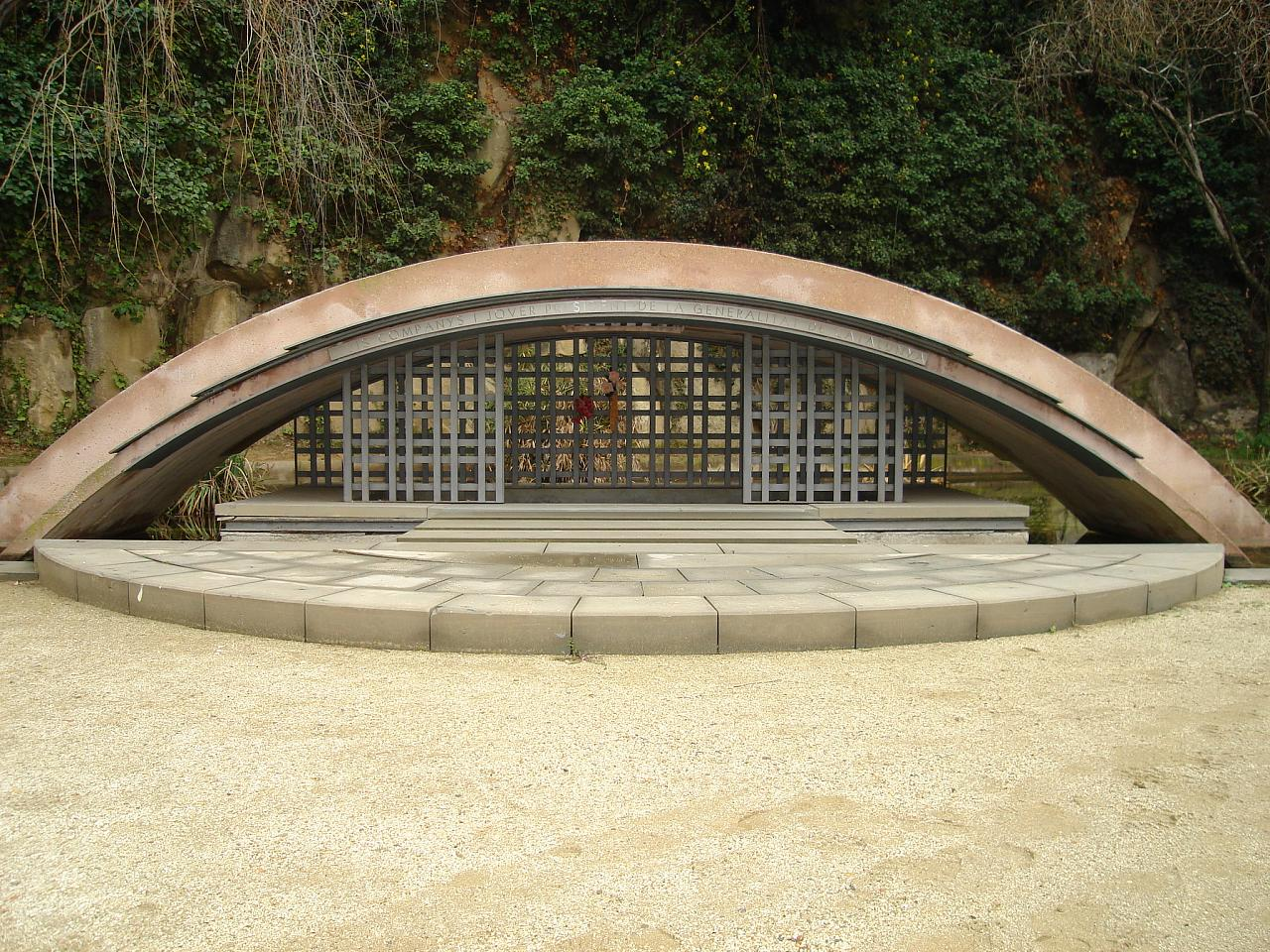
Le mémorial du Fossar de la Pedrera et le mausolée du président Lluís Companys, à Montjuïc.

En 1985, elle est la créatrice du mémorial du Fossar de la Pedrera, en mémoire de la guerre d'Espagne et de la dictature franquiste, ainsi que du célèbre mausolée du président Lluís Companys, sur la colline de Montjuïc.
De 1988 à 1992, dans le cadre de l'Institut Municipal de Promotion Urbanistique pour les Jeux olympiques (IMPU’92), elle est chargée des zones olympiques de Montjuïc, Diagonal et Vall d'Hebron.
De 1994 à 2004, elle intervient régulièrement dans les universités et les écoles d'architecture, comme celles de l'École polytechnique fédérale de Lausanne, de Delft ou de Harvard.
Très attachée aux projets urbains de la ville de Barcelone, elle conçoit les espaces balnéaires du Forum universel des cultures de 2004, dans le Parc del Fòrum.
Elle est également connue en Europe pour l'aménagement de l'espace public, notamment dans le domaine des zones piétonnes, du traitement paysager et du mobilier urbain.
En 2022, elle participe au premier festival d'architecture de Barcelone.

## Œuvres
- Parc Joan Miró, Barcelone (1982) ;
- Fossar de la Pedrera et monument à Lluís Companys, Barcelone (1985) ;
- Tunnels de la Rovira, sous le Turó de la Rovira, Barcelone (1987) ;
- Bibliothèque Joan Miró, Barcelone (1990) ;
- Nouvel accès au cimetière de Montjuïc, Barcelone (1991-1992) ;
- Cloche de la Paix, Anneau olympique de Montjuïc, à l'occasion des Jeux Olympiques (1992)[10] ;
- Parc de Zafra, Huelva (1994) ;
- Espace urbain de Piet Smith, port de Rotterdam (1996) ;
- Centre historiques de Bois-le-Duc (1993-1998), Roermond (1995-1998) et Dublin (2002) ;
- Busanbrücke, HafenCity, port de Hambourg (2001) ;
- Rambla de Terrassa (2003) ;
- St. Patrick's Street et Grand Parade, Cork (2004)[11] ;
- Zone de bains et promenade maritime du Fòrum, quartier Diagonal Mar et Front Maritime du Poblenou, Barcelone (2004).

## Distinctions
- Chevalier de l'ordre des Arts et des Lettres (2003), gouvernement de la République française
- Croix de Saint-Georges (2005), généralité de Catalogne

## Galerie

Œuvres de Beth Galí
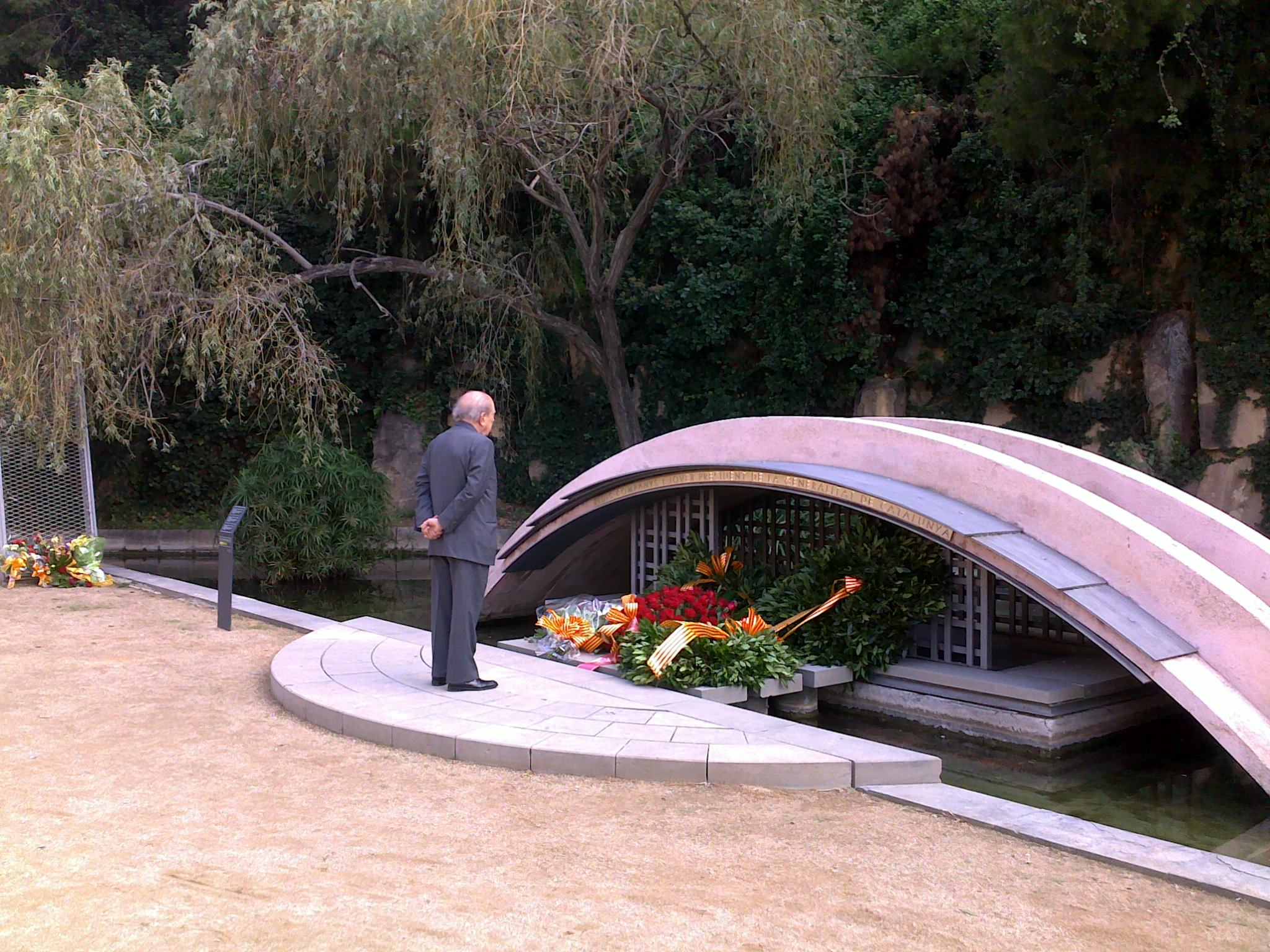
Mémorial national du Fossar de la Pedrera à Barcelone.
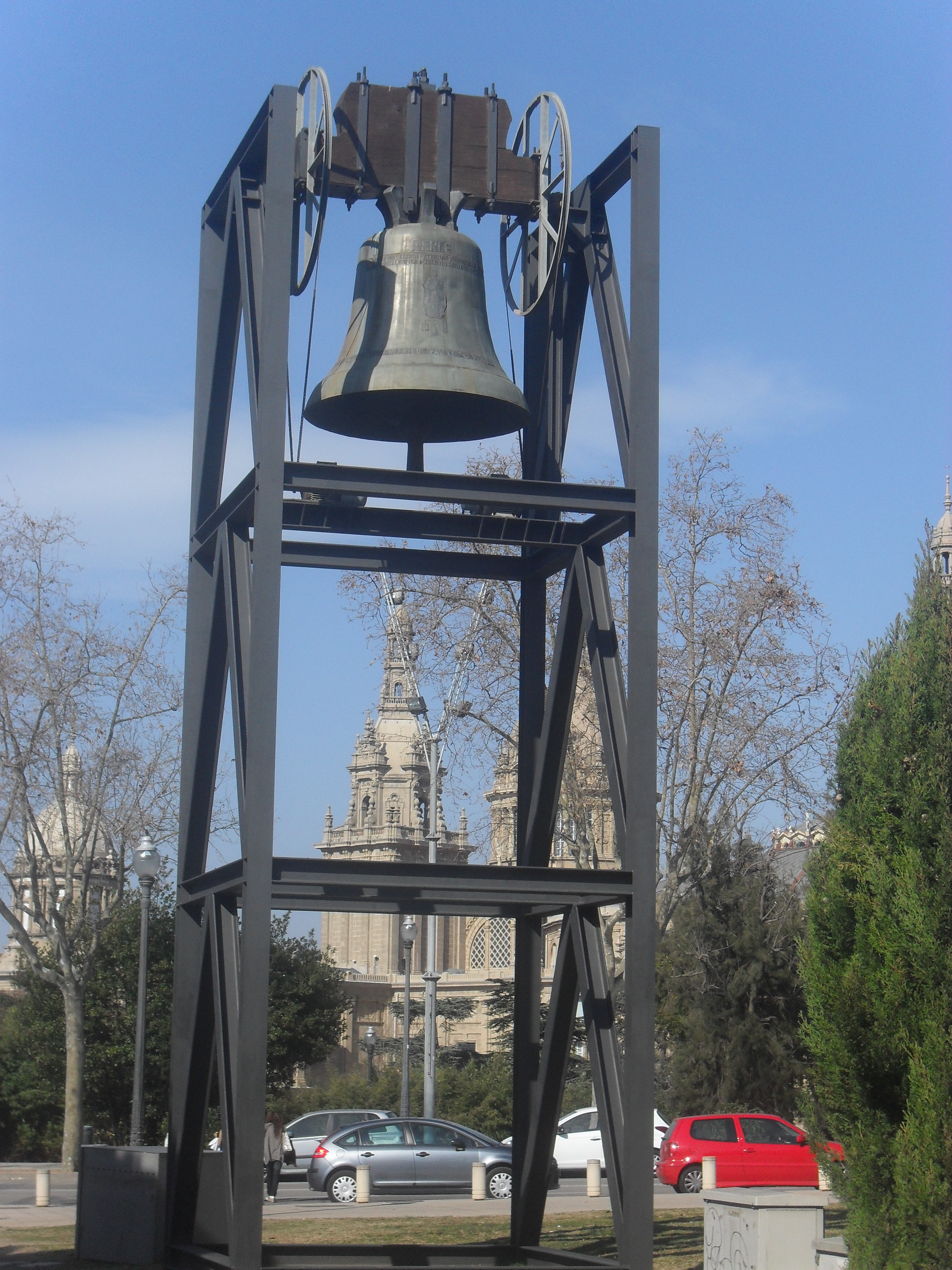
Cloche de la Paix de Montjuïc.
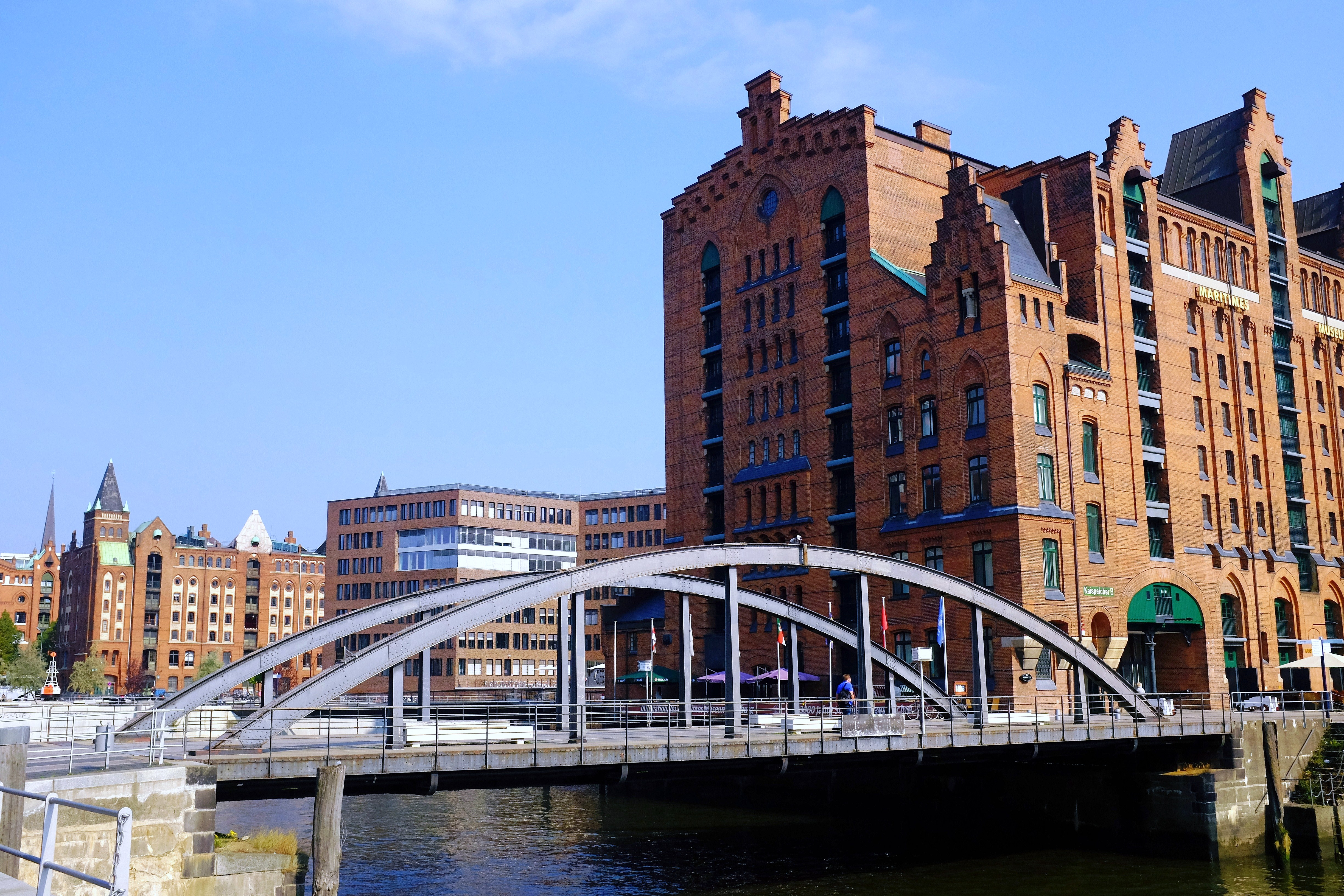
Busanbrücke, HafenCity, Hambourg.
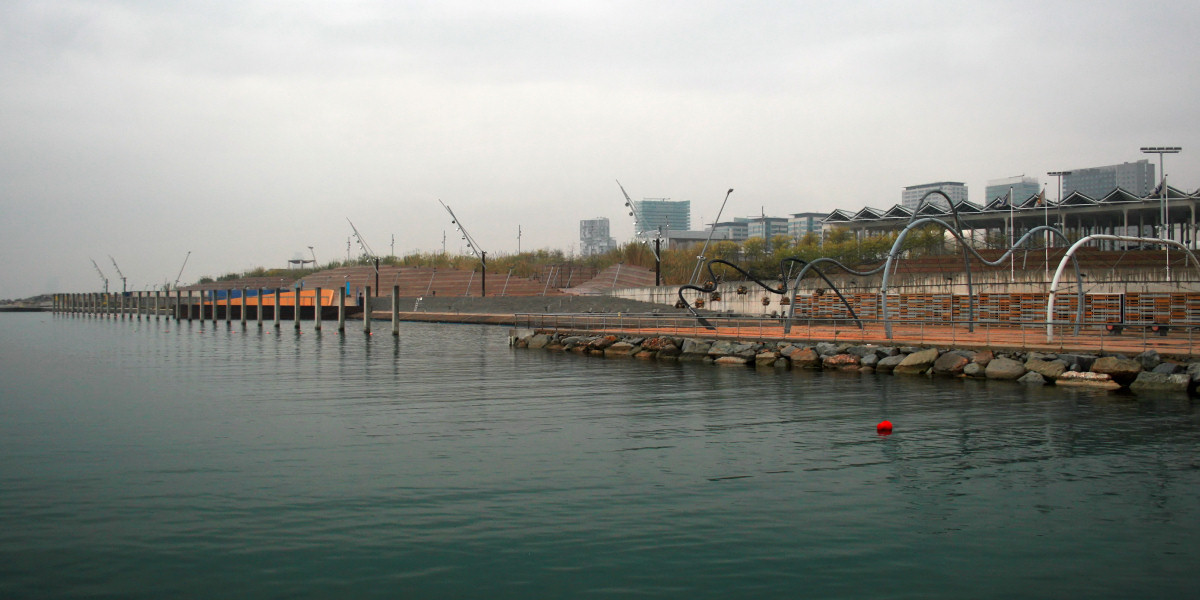
Zone de bains (zona de banys), Fòrum, Barcelone.
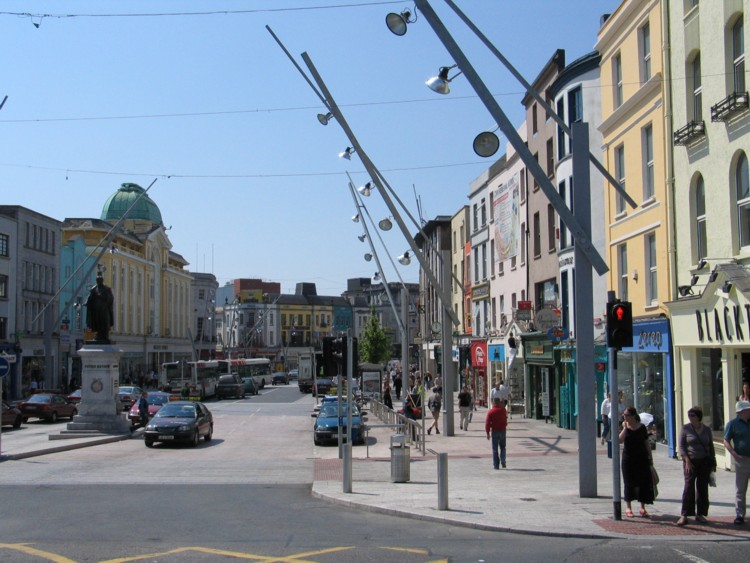
St. Patrick's Street, Cork.
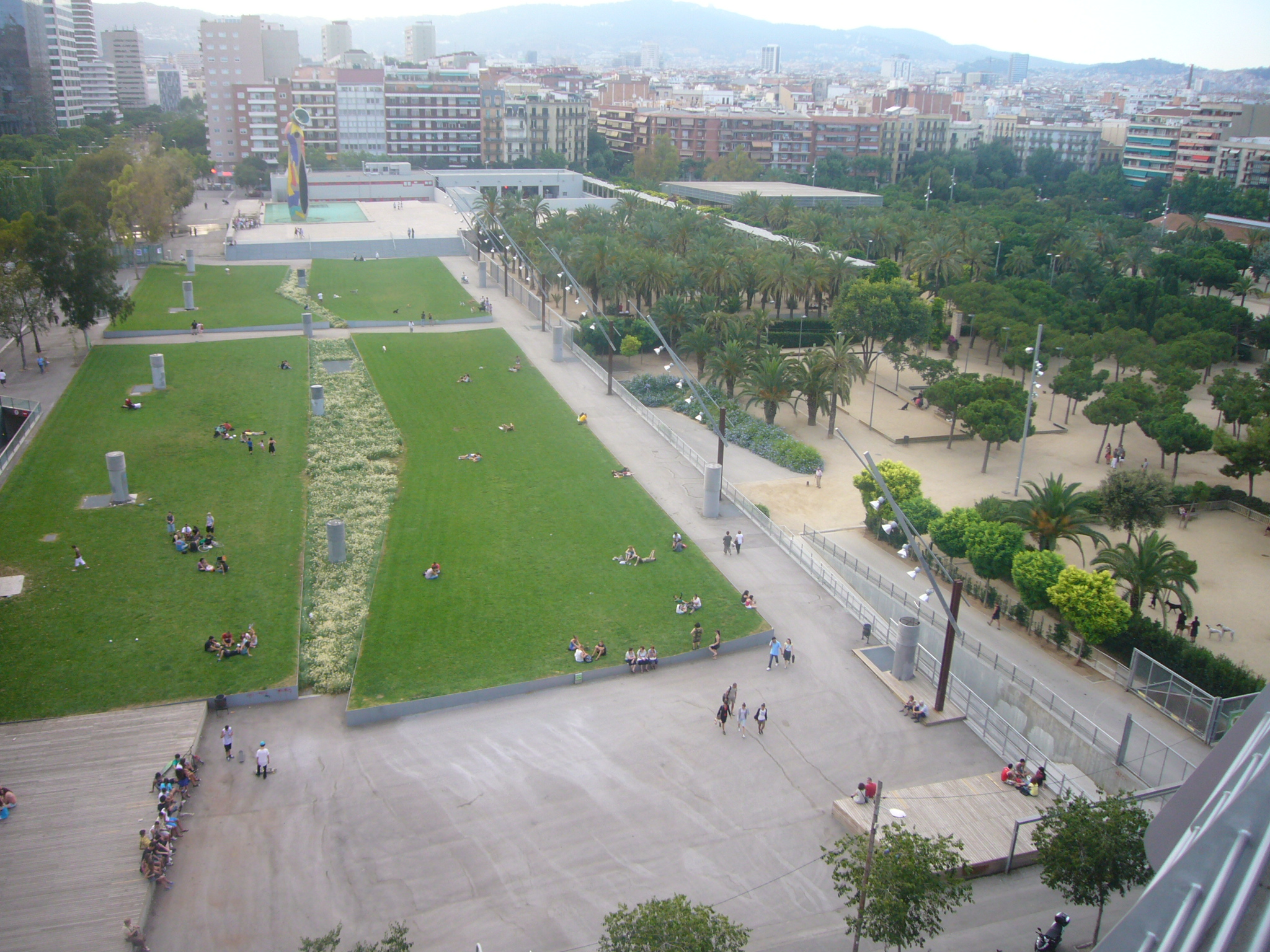
Parc Joan Miró, Barcelone.
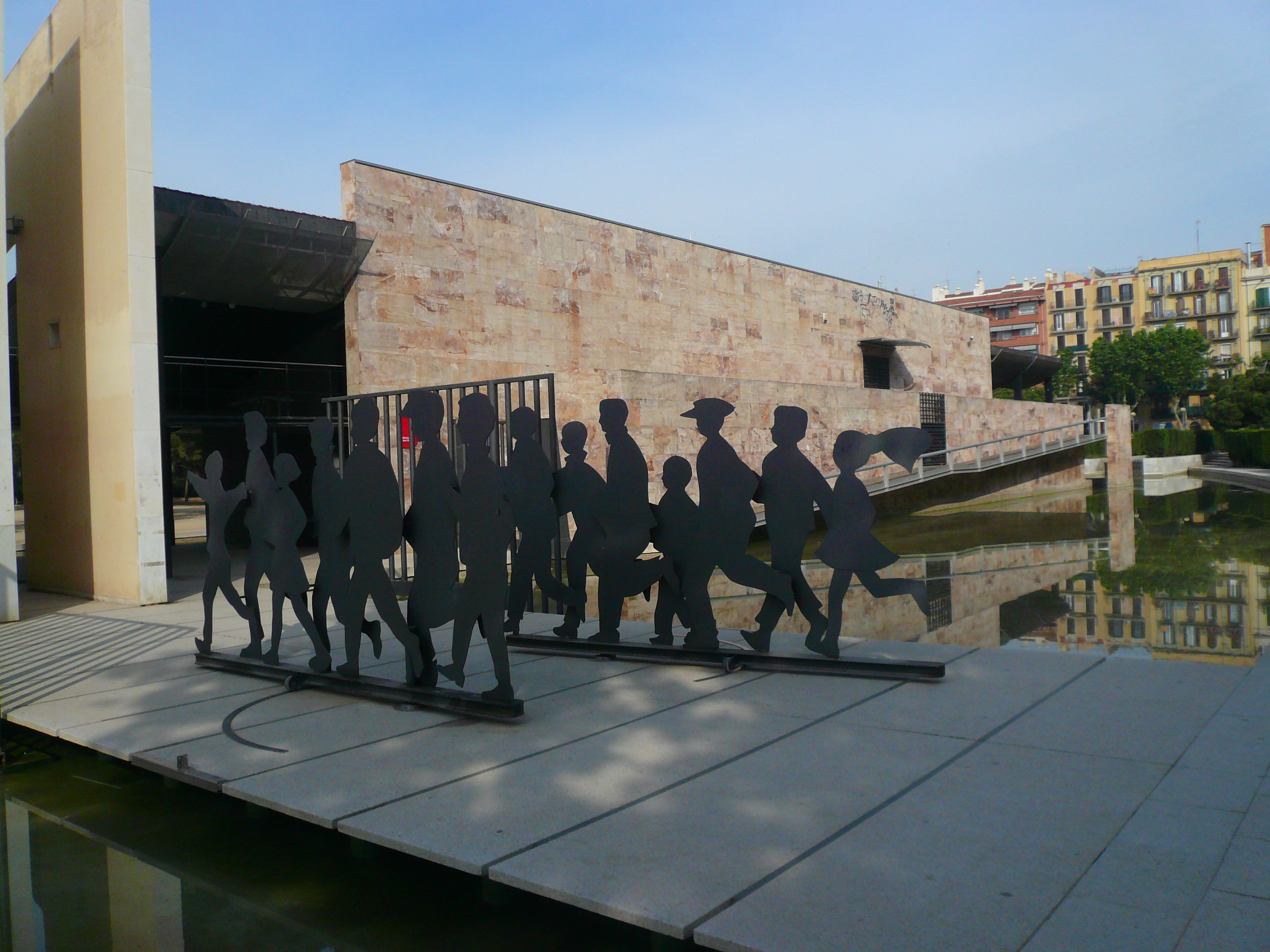
Bibliothèque Joan Miró, Barcelone.
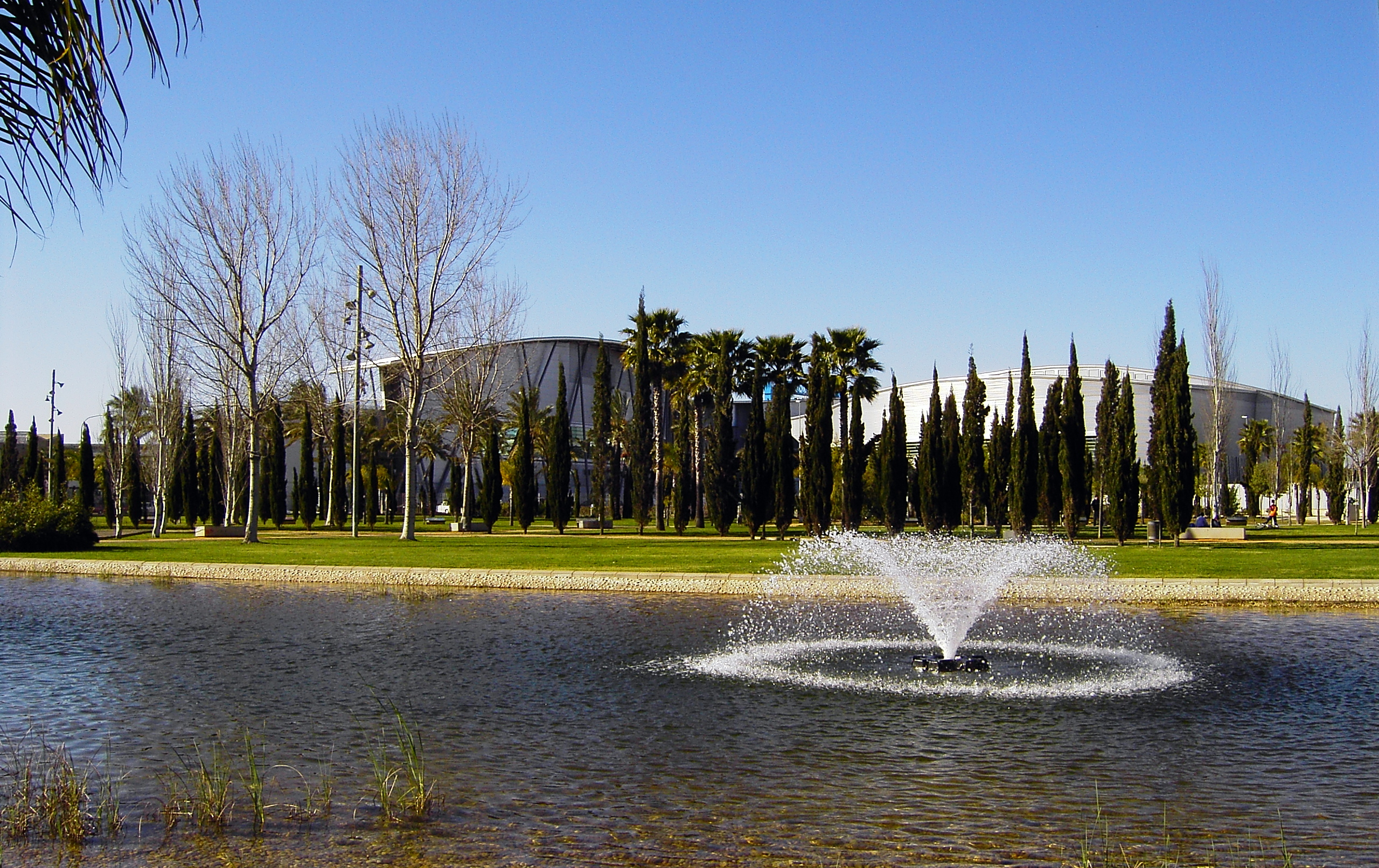
Parc de Zafra, Huelva.
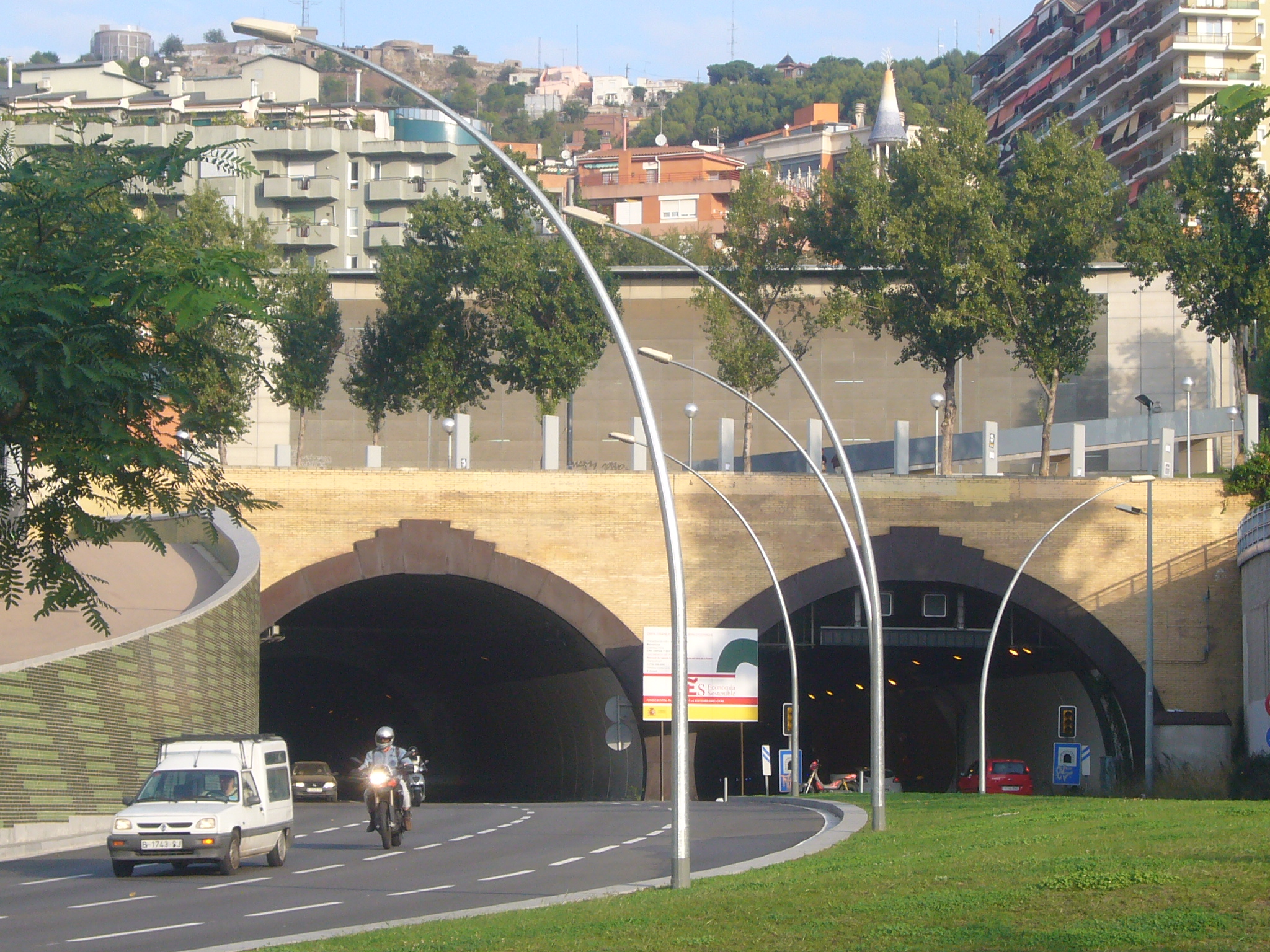
Tunnels de la Rovira, Barcelone.